# Рот, Фери
Фери Рот (Ференц Рот, венг. Róth Ferenc, англ. Feri Roth, настоящее имя Франтишек Рот, словац. František Roth; 18 июля 1899, Зволен — 7 мая 1969, Лос-Анджелес) — венгерско-американский скрипач.
Окончил Королевскую академию музыки в Будапеште (1917). В 1919—1920 гг. концертмейстер Будапештской оперы, затем в течение одного сезона Берлинской народной оперы.
В 1922 году основал в Берлине струнный квартет Рота, который и возглавлял до конца жизни, несколько раз радикально поменяв остальных музыкантов. Начал гастрольную деятельность c выступления в 1924 году в Париже, затем в 1925 году совершил турне по Африке, в 1926 году выступил с 10 радиоконцертами на лондонской станции BBC. С 1928 года работал преимущественно в США. В 1937—1939 гг. в Вестминстерском хоровом колледже в Принстоне. С 1947 г. преподавал в Калифорнийском университете в Лос-Анджелесе, с 1960 г. профессор.
Как примариус квартета Рот был известен, с одной стороны, работой над квартетами Людвига ван Бетховена (в разные годы и в разных составах квартет неоднократно выступал с циклами концертов, которые включали их все), с другой — сотрудничеством с современными композиторами (в частности, для квартета Рота был написан Струнный квартет Альбера Русселя Op. 45, Рот с товарищами исполнил в 1931 году премьеру Четвёртого квартета Белы Бартока). В калифорнийский период Рот также иногда выступал как дирижёр с крупными камерными ансамблями, руководил циклом дневных концертов в университете.